# Шелехово (Казахстан)
Ше́лехово (каз. Шелехово) — село у складі Бородуліхинського району Абайської області Казахстану. Адміністративний центр Степного сільського округу.
Населення — 180 осіб (2021; 289 у 2009, 522 у 1999, 935 у 1989).
Національний склад станом на 1989 рік:
- росіяни — 55 %
- казахи — 22 %